# Lijst van blokfluitisten
Hieronder volgt een lijst van blokfluitisten aan wie op Wikipedia een artikel is gewijd.

## Blokfluitsolisten

### B
- Marjan Banis (1963)
- John Baston (1685-1739)
- Pieter-Jan Belder (1966)
- Kees Boeke (1950)
- Erik Bosgraaf (1980)
- Jankees Braaksma
- Willem Bremer (1940-2004)
- Frans Brüggen (1934-2014)

### D
- Silva Devos
- Arnold Dolmetsch (1858-1940)

### E
- Jacob van Eyck (ca. 1590-1657)

### H
- Walter van Hauwe (1948)
- Günther Höller (1937)
- Lucie Horsch (1999)

### K
- Marcel Ketels

### L
- Hans-Martin Linde (1930)
- Jean-Daniel Lugrin (1958)

### M
- Matthias Maute (1963)
- Marijke Miessen (1953)

### O
- Dorothee Oberlinger (1969)
- Kees Otten (1924-2008)

### P
- Patrick Peire (1946)
- Philip Pickett (1950)

### S
- Michael Schneider (1953)
- Karel van Steenhoven (1958)
- Conrad Steinmann (1951)

### T
- Marion Verbruggen (1950)

## Bekende ensembles
- Amsterdam Loeki Stardust Quartet